# Baskin-Robbins
Baskin-Robbins je společnost provozující řetězec zmrzlinářství. Byla založena v roce 1945 v kalifornském městě Glendale, Burtem Baskinem a Irvem Robbinsem. Řetězec má dnes ústředí v Cantonu v Massachusetts. V současnosti provozuje firma více než 7500 provozoven, z toho zhruba 2500 v USA. Řetězec působí v 50 zemích po celém světě.

## Produkty
Baskin-Robbins se řídí svých sloganem 31 flavors (31 příchutí) s myšlenkou, že zákazník má jednu chuť na každý den v měsíci. Řetězec se specializuje především na zmrzlinu, mražené nápoje a různé mražené dezerty.
Řetězec od svého vzniku v roce 1945 uvedl na 1000 zmrzlinových příchutí.

## Působení
Společnost působí po celém světě. Celkem provozuje 7500 poboček v 50 zemích světa. Především v Severní Americe (USA, Kanada), Střední a Jižní Americe (Mexiko, Kolumbie, Dominikánská republika, Ekvádor, Honduras, Panama, Portoriko ad.), v Asii (Bahrajn, Bangladéš, Bhútán, Čína, Indie, Indonésie, Japonsko, Kazachstán, Kuvajt, Malajsie, Maledivy, Nepál, Omán, Pákistán, Filipíny, Katar, Saúdská Arábie, Singapur, Jižní Korea, Srí Lanka, Tchaj-wan, Thajsko, Tádžikistán, Spojené arabské emiráty, Vietnam, Jemen ad.), v Evropě (Arménie, Ázerbájdžán, Bělorusko, Dánsko, Irsko, Lotyšsko, Nizozemsko, Portugalsko, Rusko, Španělsko, Spojené království), v Africe (Egypt, Jihoafrická republika, Mauricius) i v Austrálii (Austrálie, Nový Zéland).

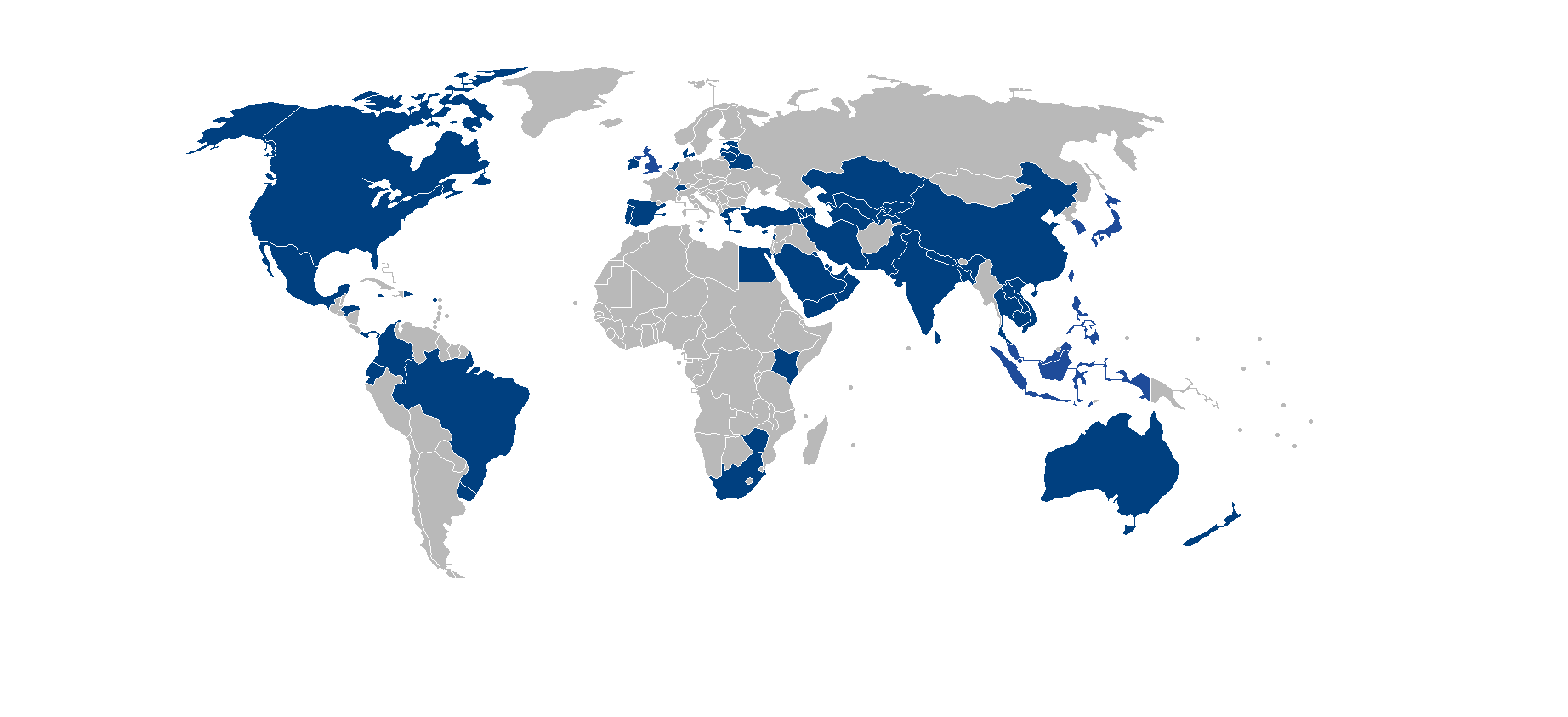
Mapa světa s modře vyznačenými zeměmi působnosti Baskin-Robbins z roku 2009.